# 임형주의 너에게 주는 노래
임형주의 너에게 주는 노래는 대한민국의 라디오 채널 Cpbc FM에서 평일 저녁 7시부터 밤 9시까지 팝페라테너 임형주의 진행으로 방송된 종합 음악 라디오 프로그램이다.

## 역사
2021년 4월 24일에 첫방송되었으며, 초창기에는 주말 저녁 토요일·일요일 한정으로 저녁 6시 5분부터 저녁 8시에 방송되었으나, 전파를 탄 지 6개월 만에 높은 청취율을 기록하게 되어 2021년 10월 18일에 가을 개편에 따라 평일 월요일~금요일 주 5일 방송으로 확대 편성 및 오후 2시부터 오후 4시까지 '라디오 프라임 타임대'로 시간대가 변경되었다. 또한 원래는 전국방송이었으나, 갑작스런 편성 이동으로 인하여 일부 지역 자체 방송으로 변경되었다.
2022년 10월 31일 자로 가을 개편에 따라 ‘라디오 황금시간대’로 통하는 저녁 7시부터 밤 9시까지의 저녁 시간대로 변경되었고, 서울 수도권 방송에서 전국 방송으로 다시 확대되었다가 2023년 10월 27일자로 종영되었다.

## 프로그램 소개
세계적인 팝페라테너 임형주가 자신의 데뷔 23년 만에 처음으로 라디오 고정 DJ로 데뷔하게 된 프로그램이다. 또한 이 프로그램은 임형주가 지난 2020년 3월 자신이 친선대사로 오랜기간 몸담아 온 대한적십자사에 코로나19 극복 대국민 희망 캠페인 송으로 헌정된 자신의 노래 "너에게 주는 노래"와 동명의 제목이기도 하다.

## 역대 방송시간
| 방송 채널 | 방송 기간                           | 방송 시간                  |
| --------- | ----------------------------------- | -------------------------- |
| Cpbc FM   | 2021년 4월 24일 ~ 2021년 10월 17일  | 주말 저녁 6:05 ~ 저녁 8:00 |
| Cpbc FM   | 2021년 10월 18일 ~ 2022년 10월 28일 | 평일 오후 2:00 ~ 오후 4:00 |
| Cpbc FM   | 2022년 10월 31일 ~ 2023년 10월 27일 | 평일 저녁 7:00 ~ 밤 9:00   |

## 코너
매일 코너
- 임형주의 My Song
- 청취자 사연과 신청곡

요일별 코너
- 월요일 : 임형주의 음악으로 떠나는 여행
- 화요일 : 김국형의 시네마 파라디소
- 수요일 : 김영대의 K-Pop Now
- 목요일 : 정현우의 나만 이런가요? / 임형주와 Friends
- 금요일 : 임형주의 책갈피

## 같이 보기
관련 항목
- 클래식 음악
- 팝 음악
- K-pop

방송 프로그램
- 써클하우스, 관계자 외 출입금지 (SBS TV)
- 썰전 (JTBC)
- 속풀이쇼 동치미, 판도라 (MBN)
- 강적들 (TV조선)
- 외부자들 (채널A)
- 오늘 아침 1라디오, 시사본부, 라디오 전국일주 (KBS 1라디오)
- 스포왕 고영배 (cpbc FM)
- 건강한 아침 김초롱입니다 (MBC 표준FM)